# Usine de produits pharmaceutiques Grandval
L’ Usine de produits pharmaceutiques Grandval  était une ancienne usine de produits pharmaceutiques située à Reims, en France.

## Localisation
L’Usine de produits pharmaceutiques Grandval était située dans le département français de la Marne, sur la commune de Reims, 12 rue Féry.

## Historique
L’usine de produits pharmaceutiques Grandval est créée, par Jean-Baptiste Grandval, en 1850 selon la date figurant sur le fronton du bâtiment situé 12 rue Féry à Reims.
Son fils Louis Alexandre poursuivra cette activité jusque vers la fin du XXe siècle.
Cette usine a été transformée en logements.
Le bâtiment fait l’objet d’une inscription au portail du patrimoine culturel Site Champagne-Ardenne Grand Est.

## Jean-Baptiste Grandval
Jean-Baptiste Grandval (1803-1877) est né à La Houblonnière (Calvados) en 1803 et mort à Reims le 28 octobre 1877.
Chimiste et pharmacien en chef des Hospices des Reims, il fut professeur de chimie et de pharmacie à l’École de médecine de Reims. 
Il est l’inventeur en 1849 d’un appareil à évaporer dans le vide qui a transformé la préparation des extraits pharmaceutiques et industriels. 
Il épousa Louise Albertine Pellieux (1808-1889) avec qui il eut un fils Louis Alexandre, qui sera également pharmacien, professeur à l’École de médecine et de pharmacie de Reims, et aussi fabricant de produits chimiques en poursuivant les activités de l’Usine de produits pharmaceutiques Grandval. 
Ils reposent au Cimetière du Sud de Reims.

## Appareil à évaporer dans le vide
Jean-Baptiste Grandval est l’inventeur en 1849 d’un appareil à évaporer dans le vide, qui fit une révolution dans l’art de préparer les extraits pharmaceutiques et industriels. 
Il fait l’objet d’un brevet d’invention de dix ans,  déposé le 21 mai 1850 et publié sous le no 247 au bulletin des lois de la République française de 1852.

## Galerie

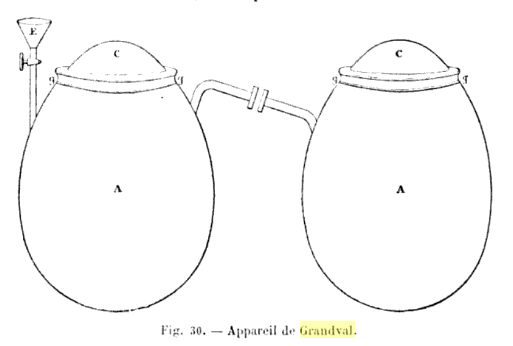
Schéma appareil Grandval
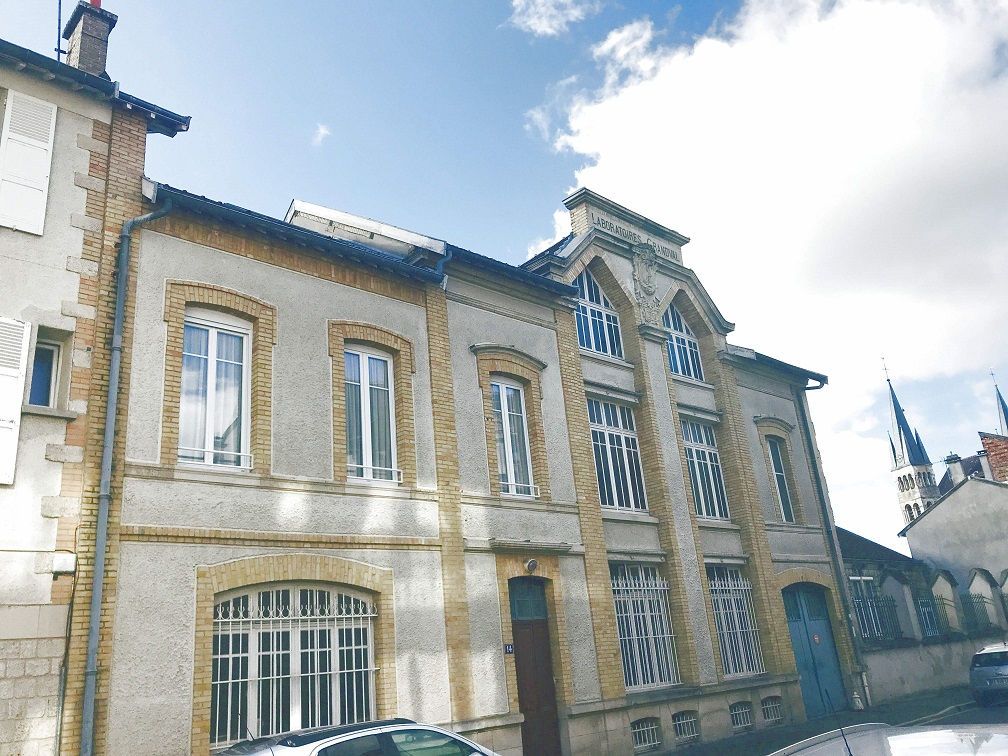
Immeuble Grandval.